# La custode di mia sorella (film)
La custode di mia sorella (My Sister's Keeper) è un film del 2009 diretto da Nick Cassavetes, adattamento cinematografico dell'omonimo romanzo di Jodi Picoult. Le protagoniste del film sono Cameron Diaz, Abigail Breslin e Sofia Vassilieva.

## Trama
Alla piccola Kate Fitzgerald viene diagnosticata una forma di leucemia promielocitica acuta. I genitori Brian e Sara tentano di curarla prendendo in considerazione anche l'ipotesi di donare loro stessi sangue e midollo osseo alla figlia, ma scoprono di non essere compatibili. Il medico, in maniera confidenziale, suggerisce loro di mettere al mondo un altro figlio, un bambino "su misura", concepito in vitro, per poter essere compatibile con Kate alle donazioni. Così, Brian e Sara mettono al mondo Anna che, sin da piccola, viene sottoposta ad interventi, prelievi ed esami invasivi al fine di aiutare Kate. Tuttavia, arrivata all'età di 11 anni, Anna inizia a sentirsi sfruttata e quando le viene chiesta la donazione di un rene decide di chiedere assistenza legale ad un avvocato per avere l'emancipazione medica. Mentre i genitori vengono chiamati in causa, le condizioni di Kate peggiorano e viene ricoverata in ospedale.
Sara, però, non si arrende e riprende la sua attività di avvocato per impedire ad Anna di ottenere l'emancipazione medica. Kate, nel frattempo, ricorda tutti i sacrifici e le rinunce della sua famiglia e i momenti della sua malattia sentendosi anche in colpa per alcuni episodi, come la scoperta della dislessia del fratello Jesse, che viene trascurato dai genitori perché tutte le attenzioni sono per lei, o le sofferenze a cui è sottoposta la stessa Anna. Il ricordo più bello è la sua storia d'amore con Taylor, anch'egli malato di leucemia. Vivranno un amore intenso che terminerà tristemente con la morte di lui.
Finalmente, nel corso del processo, Anna si confessa, aiutata dal fratello: è stata Kate stessa ad opporsi al trapianto, perché stanca di vivere. In ospedale, Kate regala un album di foto a sua madre, in cui ha inserito un ricordo per ogni momento significativo della sua breve vita. Sara, commossa e stremata, capisce che è arrivato il momento di arrendersi: abbraccia sua figlia e le rimane accanto in quelli che saranno gli ultimi istanti della sua vita.
Dopo la morte di Kate, i membri della famiglia Fitzgerald proseguono con le loro vite: Sara ricomincia ad esercitare come avvocato, Brian va in pensione anticipata e diventa tutor per ragazzi disadattati, Jesse vince una borsa di studio per una prestigiosa scuola d'arte di New York mentre Anna, che qualche giorno dopo la morte di Kate ha ricevuto la notizia di aver vinto la causa, ricorda con nostalgia la sorella, consapevole che anche se Kate è morta, loro due continueranno ad avere un legame indissolubile che vivrà per sempre.

## Produzione
Il film è stato girato interamente a Los Angeles, California. Inizialmente le sorelle Dakota ed Elle Fanning erano state contattate per interpretare le sorelle Fitzgerald, ma Dakota rifiutò la parte per non sottoporsi alla tonsura. Il film, in Italia, è stato vietato ai minori di 14 anni.

## Riconoscimenti
- 2009 - Teen Choice Awards
  - Miglior film drammatico
  - Nomination Miglior attrice protagonista a Cameron Diaz
- 2009 - ALMA Award
  - Nomination Miglior attrice protagonista a Cameron Diaz
- 2010 - Young Artist Awards
  - Miglior attrice giovane a Abigail Breslin
  - Miglior attrice giovane non protagonista a Sofia Vassilieva
  - Nomination Miglior attore giovane non protagonista a Brennan Bailey
- 2009 - Women Film Critics Circle Awards
  - Miglior cast femminile

## Colonna sonora
Le musiche del film sono composte da Aaron Zigman; l'intera colonna sonora è stata pubblicata il 23 giugno 2009 su etichetta New Line Records. Oltre a brani di Regina Spektor e James Blunt, l'album contiene un inedito di Jeff Buckley (una cover di We All Fall in Love Sometimes di Elton John, ma pubblicata prima su album). Life Is Beautiful dei Vega4 fa da sottofondo al trailer del film.

### Tracce
1. Feels Like Home – Edwina Hayes
2. Don't Wanna Cry – Pete Yorn
3. Better – Regina Spektor
4. Life Is Beautiful – Vega4
5. Carry You Home – James Blunt
6. We All Fall in Love Sometimes – Jeff Buckley
7. Girls Just Want to Have Fun – Greg Laswell
8. Find My Way Back Home – Priscilla Ahn
9. With You – Jonah Johnson
10. Life Is Just a Bowl of Cherries – E.G. Daily
11. Heaven – Jimmy Scott
12. Hymn: Amazing Grace – Pipe Major Jim Drury & Julia McGurk